# عزيزي مانديلا (فلم)
عزيزي مانديلا (بالإنجليزية: Dear Mandela)، هُو فيلم وثائقي جنوب أفريقي أمريكي صدر سنة 2012 وأخرجه الثنائي دارا كيل وكريستوفر نيزا.

## وصلات خارجية
- مقالات تستعمل روابط فنية بلا صلة مع ويكي بيانات